# Бајромвил (Џорџија)
Бајромвил (Џорџија) (енгл. Byromville) град је у америчкој савезној држави Џорџија. По попису становништва из 2010. у њему је живело 546 становника.

## Демографија
Према попису становништва из 2010. у граду је живело 546 становника, што је 131 (31,6%) становника више него 2000. године.
| Група             | 2000.       | 2010.       |
| Белци             | 171 (41,2%) | 199 (36,4%) |
| Афроамериканци    | 214 (51,6%) | 269 (49,3%) |
| Азијати           | 4 (1,0%)    | 1 (0,2%)    |
| Хиспаноамериканци | 22 (5,3%)   | 76 (13,9%)  |
| Укупно            | 415         | 546         |